# Großsteingrab Tisvilde Hegn 1
Das Großsteingrab Tisvilde Hegn 1 (auch Großsteingrab Lerbjergbakke) ist eine megalithische Grabanlage der jungsteinzeitlichen Nordgruppe der Trichterbecherkultur im Kirchspiel Tibirke in der dänischen Kommune Gribskov.

## Lage
Das Grab liegt nördlich von Karsemose Overdev im Südteil des Waldgebiets Tisvilde Hegn und ist über einen Waldweg erreichbar. Im Tisvilde Hegn gibt es zahlreiche weitere vorgeschichtliche Grabanlagen, darunter das 1,3 km ostnordöstlich gelegene Großsteingrab Tisvilde Hegn 2.

## Forschungsgeschichte
Mitarbeiter des Dänischen Nationalmuseums führten in den Jahren 1886 und 1942 Dokumentationen der Fundstelle durch. Eine weitere Dokumentation erfolgte 1986 durch Mitarbeiter der Forst- und Naturbehörde.

## Beschreibung
Die Anlage besitzt eine rechteckige Hügelschüttung, über deren Größe und Orientierung unterschiedliche Angaben vorliegen. 1886 wurde ein ostnordost-westsüdwestlich orientierter Hügel festgestellt, der eine Länge von 13,5 m und eine Breite von 7,5 m aufweist. Im Bericht von 1942 ist hingegen von einem ost-westlich orientierten Hügel mit einer Länge von 20 m, einer Breite von 10 m und einer Höhe von 1,8 m die Rede. Von der Umfassung waren 1886 noch 20 Steine erhalten, 1942 waren es noch 16. 7,5 m vom westlichen Ende des Hügels befindet sich die stark zerstörte Grabkammer, die vermutlich als Dolmen anzusprechen ist. Es sind noch fünf Steine erhalten, von denen sich drei als ein Abschlussstein mit einem angrenzenden Wandsteinpaar identifizieren lassen. Die beiden anderen Steine sind nicht sicher zuzuordnen. Zu den Maßen der Kammer liegen keine Angaben vor.